# 외르크 데무스
외르크 데무스(독일어: Jörg Demus, 1928년 12월 2일 ~ 2019년 4월 16일)는 오스트리아의 피아니스트이다.
파울 바두라스코다, 프리드리히 굴다 등과 함께 빈의 트리오로 불리며, 솔로 외에도 바두라스코다와 협연하기도 하고, 디트리히 피셔디스카우의 <겨울 나그네> 전곡의 반주를 하였다. 유순하고 밝은 성격이 연주에 항상 반영되었다. 드뷔시의 작품과 슈베르트의 작품 연주가 훌륭하다.

## 발자취
미술사학자 오토 데무스와 콘서트 바이올리니스트 에리카 데무스의 아들이었다. 6살 때 첫 피아노 수업을 받았고 11살에 빈 음악 아카데미에 입학하였다. 그곳에서 1945년까지 오르간, 피아노, 작곡, 오케스트라 지휘를 공부하였다. 1943년 빈 음악협회의 브람스 홀에서 첫 피아노 독주회를 열었다.
1945년, 전쟁이 끝날 때 징집이 되었다. 오버외스터라이히주에 침투하였고 영국 전쟁 포로 상태에 들어가 약 6주 후에 풀려났다.
1950년, 런던에서 국제적인 경력을 시작하였다. 1951년 - 1953년, 파리에서 이브 나트와 함께 공부한 뒤 자르브뤼켄에서 발터 기제킹과 공부하였다. 1956년, 볼차노에서 열린  페루초 부소니 국제 피아노 대회에서 1등 상을 받았다. 1970년, 장크트푈텐의 야코프 프란트타우어 과학 예술상을 수상하였다.
한편 빈과 슈투트가르트 음악대학에서 가르치고 다수의 음악 이론 에세이 및 책을 출판하였다. 연주 시에 포르테 피아노 부활에 특별한 공헌을 하였다. 많은 녹음에서 기술적인 결함에도 오래된 원전 악기를 사용하여  높은 수준의 진정성을 달성하였다.

## 참고 문헌
- https://web.archive.org/web/20190720134427/https://noe.orf.at/v2/news/stories/2805865/
- https://web.archive.org/web/20190720134426/https://noe.orf.at/v2/news/stories/2950726/
- https://kurier.at/kultur/oesterreichischer-pianist-joerg-demus-gestorben/400469668